# Minkel (Einheit)
Minkel war ein Getreidemaß im Kurfürstentum Trier, das Anfang des 19. Jahrhunderts noch im preußischen Koblenz und Braubach üblich war. Das Malter hatte 128 Minkel.
Die Maßkette war 
- 1 Malter = 8 Sömmer = 32 Sester = 128 Minkel
- 1 Minkel =  74,7617 Pariser Kubikzoll[2]

Der Einfluss unterschiedlicher Maltergröße ergab 
- 1 Minkel =  1,5021 Liter bei 192,37 Liter auf 1 Malter[3]
- 1 Minkel = 1,482967 bei 189 41/50 Liter auf 1 Malter[4]
- 1 Minkel =  1,50286 bei 192,3661 Liter auf 1 Malter[5]